# Nosferattus palmatus
Espèce
Nosferattus palmatus est une espèce d'araignées aranéomorphes de la famille des Salticidae.

## Distribution
Cette espèce est endémique du Sergipe au Brésil,. Elle se rencontre vers Canindé de São Francisco.

## Description
Le mâle holotype mesure 2,92 mm et la femelle paratype 3,55 mm, les mâles mesurent de 2,92 à 3,05 mm et les femelles de 3,15 à 4,15 mm.

## Publication originale
- Ruiz & Brescovit, 2005 : Three new genera of jumping spider from Brazil (Araneae, Salticidae). Revista Brasileira de Zoologia, vol. 22, no 3, p. 687-695 (texte intégral).